# Thaddäus Aigler
Thaddäus Aigler OPraem (* 14. Juli 1755 in Günzburg; † 17. Januar 1822 in Roggenburg) war der letzte Abt des Klosters Roggenburg vor der Säkularisation.

## Leben
Judas Thaddäus Aigler (häufige zeitgenössische Falschschreibung: Eigler) wurde am 14. Juli 1755 als Sohn einfacher Bürgersleute im damals noch zu Vorderösterreich gehörenden Günzburg geboren und auf die Namen Josef Anton getauft. Nach dem Besuch des Gymnasiums der Piaristen in Günzburg begann er seine Studien bei den Benediktinern in Wiblingen und beendete die philosophischen Kurse an der Universität Dillingen. 1771 in die Prämonstratenserabtei Roggenburg eingetreten, legte er dort am 24. Oktober 1773 die Profess ab und studierte weiter Philosophie und Mathematik, letztere bei dem Petriner Joseph Bauer, Pfarrer von Steinberg, den Abt Georg Lienhardt als Mathematiklehrer im Kloster angestellt hatte. Nach dem Studium der Theologie und des kirchlichen und bürgerlichen Rechts wurde er am 19. September 1778 zum Priester geweiht.
Bald nach der Priesterweihe wurde er Hausprofessor in verschiedenen Fächern. Das Lehramt behielt er während seiner gesamten klösterlichen Laufbahn bei, auch noch als Abt. Er lehrte noch Theologie, als er 1787 als Prior in das Tochterkloster St. Luzi bei Chur geschickt wurde. Von dort zurückgekehrt, nahm er sein Lehramt wieder auf und wurde am 6. August 1789 zum Abt gewählt.
Ein bleibendes Denkmal setzte er sich mit dem Bau der Kirche St. Agatha in Ingstetten 1790/91. Auch die Um- bzw. Neubauten der Wannenkapelle, von St. Antonius in Nordholz, und die Kirche St. Georg in Christertshofen fallen in seine Amtszeit. Seine Regierung war überschattet vom Zustrom französischer Emigranten, den Wirren der Koalitionskriege, hohen Kontributionsforderungen und der Aufhebung des Klosters 1802.
Nach der Säkularisation lebte er noch zwanzig Jahre im Kloster und war vor allem als Prediger und Beichtvater tätig. Er starb am 17. Januar 1822. An seinem Begräbnis am 21. Januar in der Klosterkirche sollen 8.000, nach anderen 10.000 Menschen teilgenommen haben.

## Werke
- Principia philosophico-theologica. 1779. 71 S.
- Systema juris universi canonici et civilis Germaniae accomodati. 1779. 63 S.
- Rede bey der Seligsprechungsfeyer des seligen Bruders Bernard von Offida aus dem Kaputzinerorden, in der Klosterkirche zu Weissenhorn gehalten. Günzburg. 1796.
- Leichenrede bey dem Grabe Romanus, des Benediktinerstiftes Wiblingen Abtes. Günzburg 1798.
- Lob- und Trauerrede auf Hn. Paulus II. des Benediktiner-Reichsstiftes Elchingen Abten.  Ulm: Wagner 1801.
- Apologie geistlicher Bruderschaften, in einer populären Predigt vorgetragen, und mit Noten, Nachträgen und Ergänzungen begleitet. Allen Freunden und Feinden derselben zur Erwägung übergeben von einem katholischen Priester des Bistums Augsburg. Augsburg, Doll. 1811.
- Ueber die Glaubensprofession, welche die katholischen Geistlichen beym Antritte ihres Amtes abzulegen haben. Beleuchtung eines Aufsatzes unter obiger Aufschrift, welcher in der Ulmer Jahrschrift für Theologie und Kirchenrecht der Katholiken B. 4. Heft 2 enthalten ist. Solothurn: Schwäller 1817.